# كايل بينينغتون
كايل بينينغتون (بالإنجليزية: Kyle Pennington)‏ هو كاتب سيناريو أمريكي، ولد في 1 مارس 1979.

## وصلات خارجية
- كايل بينينغتون على موقع IMDb (الإنجليزية)
- كايل بينينغتون على موقع قاعدة بيانات الفيلم (الإنجليزية)
- كايل بينينغتون على موقع كينوبويسك (الروسية)